# Peter van der Horst
Peter van der Horst (1955) is een Nederlands hockeyspeler. Hij speelde in 1976 en 1977 12 wedstrijden voor het Nederlands elftal, waarin hij 1 keer scoorde, namelijk op 11 juli 1977 tegen Canada. Van der Horst was als speler actief voor de hockeyclubs Oranje Zwart, Amsterdam en HC Klein Zwitserland. Sinds september 2008 is hij voorzitter van Oranje-Zwart, de vereniging waar hij zijn hockeycarrière begon.